# Talent Cannes Adami
Talent Cannes Adami é uma seleção de jovens atores e diretores organizada pela Société civile pour l'administration des droits des artistes et musiciens interprètes (Adami) e apresentada no Festival de Cannes através de filmes de curta-metragens. Organizado anualmente desde 1993, a intenção da Adami com o evento, é revelar jovens talentos do cinema francês e patrocinar projetos através da L’Association artistique de l’Adami.